# Nava de Roa
Nava de Roa es un municipio y localidad española al sur de la provincia de Burgos, en la comunidad autónoma de Castilla y León, en la comarca de la Ribera del Duero, conocida especialmente por la calidad de sus vinos D.O. Ribera del Duero.

## Geografía
Integrado en la comarca de Ribera del Duero, se sitúa a 106 kilómetros de Burgos. El término municipal está atravesado por la carretera nacional N-122, entre los pK 293 y 296, además de por carreteras provinciales que conectan con San Martín de Rubiales (BU-131) y Castrillo de Duero (BU-211).
El relieve del municipio es predominantemente llano, con algunos montes dispersos. La altitud oscila entre los 881 metros, en un monte aislado al sur, y los 765 metros, a orillas de un arroyo al norte. El pueblo se alza a 787 metros sobre el nivel del mar. 
| Noroeste: San Martín de Rubiales                                | Norte: La Cueva de Roa            | Noreste: Haza (exclave) |
| Oeste: San Martín de Rubiales y Castrillo de Duero (Valladolid) |                                   | Este: Valdezate         |
| Suroeste: Castrillo de Duero (Valladolid)                       | Sur: Cuevas de Provanco (Segovia) | Sureste: Valdezate      |

## Historia
El topónimo nava es de origen prerromano y significa tierra llana rodeada de colinas. Surgida en el ámbito de la repoblación medieval en torno a los siglos X y XI, su época de mayor esplendor se sitúa entre los siglos XVI y XVIII. Es entonces cuando Nava de Roa se beneficia de ser un nudo de comunicaciones, cruce de los caminos Valladolid-Soria y Segovia-Zaragoza.
Cuando en el año 1143 Alfonso VII concede el fuero de Sepúlveda, surge la Comunidad de Villa y Tierra de Roa, siendo una de sus 33 aldeas. 
En el Censo de Vecindarios de la Corona de Castilla realizado en 1591 se denominada Nava, pertenecía a la Tierra de Roa, incluida en la provincia de Burgos. La comunidad contaba con 1569 vecinos pecheros, correspondiendo 563 a la capital.
Lugar perteneciente a la Tierra de Roa con jurisdicción de señorío  ejercida por el Duque de Siruelo quien nombraba su regidor pedáneo.
A la caída del Antiguo Régimen queda constituido en ayuntamiento constitucional en el partido de Roa, perteneciente a la región de Castilla la Vieja que en el censo de la matrícula catastral contaba con 186 hogares y 605 vecinos. 
El siglo XIX marcó el declive sobre todo por dos hechos destacados. El primero fue su destrucción casi total (1836) en el marco de la primera guerra carlista por el general carlista Miguel Gómez Damas; sólo permanecieron en pie tres casas, de las que todavía se conservan dos, una de las cuales hoy alberga la casa rural La casa de Nava. El segundo fue la plaga de filoxera que acabó con los viñedos de la zona y, por lo tanto, con gran parte de su actividad económica. El descenso de población hasta nuestros días ha sido continuo.
En esta población se mantuvo encarcelado a Juan Martín El Empecinado, famoso guerrillero que luchó contra las tropas napoleónicas, tras su captura en Olmos de Peñafiel (1823). Posteriormente fue entregado al alcalde de Roa (Burgos), Gregorio González, y allí fue ejecutado el 19 de agosto de 1825.

### SigloXIX
Así se describe a Nava de Roa en la página 39 del tomo XII del Diccionario geográfico-estadístico-histórico de España y sus posesiones de Ultramar, obra impulsada por Pascual Madoz a mediados del siglo XIX:

NAVA DE ROA

Lugar con ayuntamiento en la provincia, audiencia territorial y capitanía general de Burgos (14 leguas), diócesis de Osma (13) y partido judicial de Roa (1 1/2).
Situado en una llanura, donde reinan principalmente los vientos O y SO; su clima es bastante sano y las enfermedades dominantes las intermitentes.
Este pueblo que fue incendiado en 1.º de junio de 1840 por las tropas de Don Carlos, mandadas por el cabecilla Balmaseda, en el día solo consta de 2 casas que se libraron del horroroso incendio, y unas 50 chozas levantadas posteriormente; desde esa época sus moradores no han pagado contribución de ninguna especie pues, el Gobierno, en vista de la cruel desgracia que pesaba sobre esos infelices, víctima de su decidido patriotismo y amor a las instituciones liberales, les eximió de aquellas.
La casa municipal ha sido reedificada en la mitad; hay una cárcel, escuela de primeras letras, a la que asisten de 60 a 80 niños bajo la dirección de un maestro dotado con 200 ducados y una cántara de vino por cada alumno, varios pozos en la población y una fuente rodeada de pantanos, en el término, cuyas aguas son gruesas en especial las de esta; una iglesia parroquial matriz de 2.º ascenso (San Antolín, mártir) de cuyo edificio no existe tampoco más que la mitad y está muy deteriorada a causa del citado incendio y finalmente 1 ermita contigua y al N del pueblo, con un cementerio inmediato a la misma; el culto de dicha parroquia está servido por un cura párroco, 2 beneficiados y 1 sacristán.
Confina el término N Cueva de Roa; E Fuentelisendo; S Cuevas de Probanco y Castrillo, y O San Martín de Rubiales.
El terreno es de buena calidad para viñedo y arbolado, pero no así para granos; hay un monte, con prado, de 1 legua de largo por 1/2 de ancho, el cual produce leña y buenos pastos; cruza por él un arroyo que nace en Valdezate, y va a desaguar en el Duero, a corta distancia.
Caminos: el real que conduce desde Soria a Valladolid, pasando por el pueblo que se describe.
La correspondencia se recibe de Aranda de Duero y Peñafiel, por medio de valijero.
Producciones: vino y granos; ganado lanar; y caza de perdices y liebres.
Industria: la agrícola.
Población: 186 vecinos, 605 almas.

Capital productivo: 1.748.910 reales. Imponible: 179.485.

## Demografía
Nava de Roa cuenta con una población de 199 habitantes (INE 2024).
| Gráfica de evolución demográfica de Nava de Roa entre 1842 y 2021                                                     |
| |
| Población de derecho según los censos de población del INE. Población de hecho según los censos de población del INE. |

## Economía
La economía es de base casi exclusivamente agraria. Se cultiva trigo, cebada, maíz, remolacha y, sobre todo uva de la que se obtienen inmejorables vinos incluidos en la D.O. Ribera del Duero. Actualmente existen tres bodegas dedicadas a su producción y explotación:Bodega La Manca de Salamanca, Bodegas y Viñedos Monteabellón y Bodegas Señorío de Nava.
La ganadería, de menor importancia, es únicamente ovina. Existen también un taller mecánico Talleres Castilla Rialsa, un bar y dos casas de turismo rural. 
Regularmente visitan la localidad tres panaderos (a diario) y un vendedor ambulante (semanalmente), Francisco de la tienda LUCY de Peñafiel.

## Cultura

### Patrimonio
Iglesia parroquial de San Antolín Mártir. Construida en el siglo XVII y ampliada en el XVIII, tiene una portada barroca y una torre neoclásica. En su interior, alberga un retablo y una pila bautismal ambos del siglo XVI, así como un Cristo gótico de grandes dimensiones probablemente del siglo XIV. El retablo fue realizado por Pedro Cicarte, vecino de El Burgo de Osma, en 1598, y decorado por Pedro Pérez, vecino de Aranda de Duero. Su coste fue de 128.376 maravedís y 208 reales.
Ermita de Santa Ana, situada en el monte Calvario, de estilo barroco y actualmente en ruinas. En su recinto se encuentra el cementerio municipal.
Como todos los pueblos de la comarca, en las laderas del monte Calvario están las típicas bodegas conservándose algunas aún en buen estado así como restos de los antiguos lagares.
Por último, es posible ver algunos ejemplos de arquitectura popular con paredes que conservan sus entramados de madera y que son de las pocas que resistieron al incendio del pueblo ocurrido en el siglo XIX, como la situada en la calle Santa Ana, 4, con fachadas al ayuntamiento y a la iglesia, que alberga la casa rural La Casa de Nava.

### Fiestas
La fiesta más importante es la de San Antolín Mártir que tiene lugar el 2 de septiembre. Otra fiesta es la de San Gregorio Nacianceno el 9 de mayo.

### Gastronomía
Al igual que en el resto de la comarca lo más destacable es el vino y el lechazo asado.